# ستيفن سكينر (كاتب)
ستيفن سكينر (بالإنجليزية: Stephen Skinner)‏ هو كاتب أسترالي، ولد في 22 مارس 1948 في سيدني في أستراليا.